# المجلس الحاكم لمليلية
مجلس إدارة مليلية هو الهيئة الجماعية لمدينة مليلية المستقلة بإسبانيا ، ويمارس المهام التنفيذية والإدارية الموكلة إليه بموجب القانون. ويتألف من الرئيس المنتخب من قبل الجمعية ، وأعضاء المجلس الذين يُعيّنهم الرئيس ويُقيلهم بحرية، وعددهم غير محدد.
النظام الأساسي للحكم الذاتي لمليلية ، الذي تمت الموافقة عليه بموجب القانون العضوي الصادر في 13 مارس 1995  بموجب المادة 144، ب  ] من الدستور ، ينسب إليه مهام توجيه سياسة المدينة والوظائف التنفيذية والإدارية بشكل عام وتلك المشار إليها على وجه التحديد في النظام الأساسي أو المفوضة من قبل الدولة بالشروط التي تحددها والتي لا تدخل ضمن اختصاص الجمعية. كما أن لديه سلطة تنظيمية في المسائل التي تخصه ويؤدي وظائف الجلسة العامة لمجلس المدينة.
يُنتخب الرئيس من قِبَل الجمعية، ويكون مسؤولاً أمامها، ويخضع لتصويت بحجب الثقة . وينتهي المجلس بوفاة الرئيس، أو استقالته، أو إعلان عجزه، أو تصويت بحجب الثقة ناجح بأغلبية مطلقة ، أو عدم الحصول على تصويت الثقة، أو عند انتهاء المدة التي انتُخب لها، أو عند إجراء انتخابات. وفي جميع الأحوال، يظل المجلس المنتهية ولايته في منصبه حتى انتخاب مجلس جديد. وخلافًا لغيره من المجتمعات ذات الحكم الذاتي، لا يملك الرئيس سلطة حل الجمعية.

## تعبير
في الفترة 2023-2027 ، يحكم الحزب الشعبي بمفرده بفضل حصوله على 14 من أصل 25 نائبًا في الجمعية ، وهي الأغلبية المطلقة التي مكنت خوان خوسيه إمبرودا من تولي منصب الرئيس مرة أخرى في 7 يوليو 2023. وهذا هو فريقه الحكومي :